# قلعه تومیئوکا

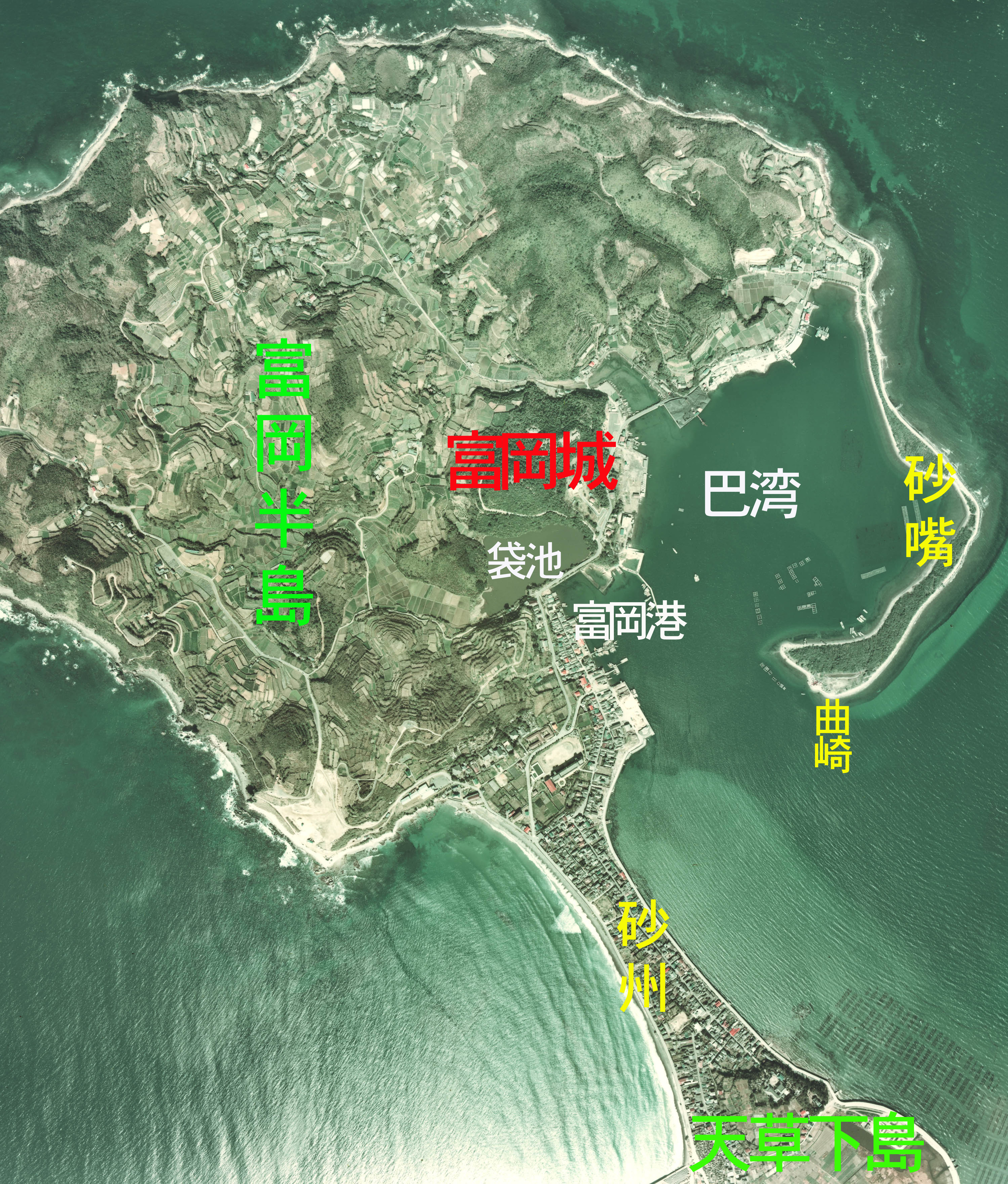
عکس هوایی از منطقه محل قلعه به رنگ قرمز نوشته شده است

قلعه تومیئوکا (به ژاپنی: 富岡城 Tomioka-jō) یک قلعه ژاپنی واقع در ولایت هیگو، ناحیه آماکوسا، کوماموتو، استان کوماموتو در کیوشو بود. در طول قرن ۱۶، این قلعه متعلق بود به تراساوا کاتاتاکا، یک دایمیو که نقش مهمی در سرکوب شورش شیمابارا بازی کرد.